# آيت اعمر أوحمي (أنمزي)
آيت اعمر أوحمي هي إحدى مشيخات المملكة المغربية، تتبع جغرافيا لإقليم ميدلت وإداريًا لأنمزي. يقدر عدد سكانها بـ 2651 نسمة حسب الإحصاء الرسمي للسكان والسكنى لسنة 2004.